# Station Villefranche-sur-Mer
Station Villefranche-sur-Mer is een spoorwegstation in de Franse gemeente Villefranche-sur-Mer.